# 德維爾斯圓吻鱥
德維爾斯圓吻鱥（學名：Dionda diaboli）為輻鰭魚綱鯉形目雅羅魚科圓吻鱥屬的其中一種，被IUCN列為瀕危保育類動物，分布於北美洲美國德克薩斯州的魔鬼河流域，背側鱗片和背側鱗片呈深色輪廓，沿側線有雙虛線，在其鼻子和眼睛上有一長條深色橫向條紋，壽命1至2年，繁殖期在春季，繁殖期的雄魚在準備交配時身體呈藍綠色，鰭上呈黃色，體長可達6.4公分，棲息在岩石底質小溪、水潭底中層水域，以藻類為食，生活習性不明。該物種主要依靠乾淨的泉水生存，但人類活動，如農業、工業建築導致大量棲息地喪失和退化，尤其是水壩建設、超抽泉水，導致魔鬼河水源減少。另外一些大型外來物種魚類，捕食該物種仔魚，亦導致數量下降。

## 扩展阅读
維基物種上的相關：德維爾斯圓吻鱥